# Martín Cortés
Martín Cortés is de naam van twee zonen van Hernán Cortés, de conquistador die het Azteekse rijk in naam van Spanje heeft veroverd.
De eerste Martín Cortés (1523 – 1595) was de zoon van Cortés en La Malinche, en was geboren in Tenochtitlan, kort na de verovering van Mexico; de ander was zijn halfbroer Martín Cortés (1533 – 1589), de Tweede Markies van de Vallei van Oaxaca, de zoon van Cortés en diens tweede Spaanse vrouw, Juana de Zúñiga. Deze eerste Martín leefde in de schaduw van zijn halfbroer, en werd later een bediende van hem; omdat hij zelf niet van puur Spaans bloed was, werd hij vaak behandeld als een tweederangsburger. Tegenwoordig wordt hij echter positiever gewaardeerd, en wordt hij gezien als de eerste mesties van Mexico (in werkelijkheid is dat waarschijnlijk het kind van Gonzalo de Guerrero en Ixchel Cam).
In 1563 keerden beide broers terug (uit Spanje) naar Mexico. In 1568 werden ze daar gevangengenomen wegens verraad tegenover de Spaanse kroon (een complot waarbij de Spaanse Martín zichzelf als koning van Mexico zou kronen). Ze werden veroordeeld tot verbanning; ze mochten nooit meer in Spaanse delen van Amerika komen.